# Eparquia de Chanda
A Eparquia de Chanda (Latim:Eparchia Chandensis) é uma eparquia pertencente a Igreja Católica Siro-Malabar com rito Siro-Malabar. Está localizada no município de Ballarpur, no estado de Maarastra, pertencente a Arquidiocese de Nagpur na Índia. Foi fundada em 29 de julho de 1968 pelo Papa Paulo VI como Exarcado Apostólico de Chanda. Com uma população católica de 13.794 habitantes, sendo 0,3% da população total, possui 11 paróquias com dados de 2020.

## História
Em 29 de julho de 1968 o Papa Paulo VI cria através dos territórios da Diocese de Amravati e da Arquidiocese de Nagpur o Exarcado Apostólico de Chanda. Em 1977 o exarco é elevado a Eparquia de Chanda. Em 1999 a eparquia perde território para a formação da Eparquia de Adilabad. Desde sua fundação em 1968 pertence a Igreja Católica Siro-Malabar, com rito Siro-Malabar.

## Lista de eparcas
A seguir uma lista de eparcas desde a criação do exarco em 1968, em 1977 é elevado a eparquia.
|                             | Nome                                | Período           | Notas                         |
| Eparcas de Chanda           | Eparcas de Chanda                   | Eparcas de Chanda | Eparcas de Chanda             |
| --------------------------- | ----------------------------------- | ----------------- | ----------------------------- |
| 3º                          | Ephrem Nariculam                    | 2014 - atual      |                               |
| 2º                          | Vijay Anand Nedumpuram, C.M.I.      | 1990 - 2014       |                               |
| 1º                          | Januarius Paul Palathuruthy, C.M.I. | 1977 - 1990       |                               |
| Exarca apostólico de Chanda |                                     |                   |                               |
| 1º                          | Januarius Paul Palathuruthy, C.M.I. | 1968 - 1977       | Nomeado eparca dessa eparquia |